# Кохма
Ко́хма — город (с 1925) в Ивановской области России. В рамках организации местного самоуправления образует муниципальное образование городской округ Кохма как единственный населённый пункт в его составе. В рамках административно-территориального устройства области является городом областного подчинения. Ранее учитывался в составе Ивановского района.
Население — 30 940 чел. (2021).

## География
Город расположен на реке Уводь, в 10 км к юго-востоку от областного центра города Иваново. В городе находится одноимённая железнодорожная станция.
Город соединён с Ивановом пригородной троллейбусной линией (маршрут № 6).
Климат
Преобладает умеренно континентальный климат. Зимы морозные и длительные. Лето тёплое и короткое. Среднегодовое количество осадков — около 620 мм.

## История
Впервые упоминается как село Рождествено-Кохма. Первое название происходит от церкви во имя Рождества Христова, издавна существовавшей в селе. Второе название, вероятно, связано с древним, ещё дорусским наименованием местности Кохма.
В конце XVI — начале XVII веков сёла Иваново и Кохма, входившие в Кохомскую волость, были вотчиной князей Скопиных-Шуйских. Акты конца 1610-х — начала 1630-х годов фиксируют сёла Иваново и Кохма во владении княгинь Анны Петровны и Александры Васильевны Скопиных-Шуйских — матери и жены Михаила Васильевича Скопина-Шуйского. По завещанию «старицы княгини Анисьи Петровны» Скопиной, Иваново с деревнями отошло к Ивану Ивановичу Пуговке-Шуйскому — последнему представителю рода Шуйских, а Кохма — в дом суздальских архиепископов.
В 1619 году упоминается в документах как село Рождественское-Кохма. В начале XVIII века село находилось в ведении Монастырского приказа и являлось вотчиной суздальского епископа.
В 1719 году село было приписано к полотняной мануфактуре голландского купца И. Тамеса, построенной здесь в 1720 году. Тамес отмечал, что «к тому мануфактурному строению оная волость весьма быть угодна, понеже той волости крестьяне с женами и с детьми к тому строению мастерством и пряжею весьма заобыкновенны».
В 1822 году в селе была основана ситценабивная мануфактура братьев Ясюнинских — Василия Никитича и Евтихия Никитича. В 1826—1828 годах в Кохме действовало 5 ситценабивных и 4 полотняных заведений, на которых трудилось 149 человек. К середине 1850-х годов Кохма стала крупным промышленным селом. Помимо фабрики В. Н. Ясюнинского, в селе и окрестных деревнях насчитывалось свыше 20 ситценабивных, миткалевоткацких и полотняных производств. Дело Ясюнинских продолжили их сыновья, основав Торговый дом, а затем «Товарищество мануфактур В. Е. и А. Ясюнинских в с. Кохме».
По сведениям 1859 года, в селе Кохма проживало 1125 человек (237 дворов), имелось 3 церкви и 4 фабрики.
Ясюнинские внесли значительный вклад в развитие Кохмы. В 1860 году братья Василий и Евтихий Никитичи на собственные средства учредили училище, которое в 1876 году получило статус образцового двухклассного училища Министерства народного просвещения. За свою деятельность по Кохомскому училищу Василий Никитич, бывший также старостой Христорождественской церкви, в 1870 году был награждён золотой медалью для ношения на шее. 17 сентября (по ст. ст.) 1889 года было открыто новое каменное здание для этого училища (современный адрес — ул. Советская, д. 30), являющееся объектом культурного наследия; ныне в нём располагаются Музей истории городского округа Кохма и Детская библиотека. В ноябре 1893 года открылась, а 4 сентября (по ст. ст.) 1894 года было освящено новое здание церковно-приходской школы, построенное на средства попечителя Василия Арсеньевича Ясюнинского (сына Арсения Васильевича). Всего семьёй Ясюнинских в Кохме было возведено более 20 зданий, некоторые из которых сохранились до наших дней.
В середине лета 1901 года Кохму посетил министр внутренних дел Д. С. Сипягин в рамках инспекции промышленно развитых населённых пунктов Владимирской губернии. По результатам поездки газета «Владимирские губернские ведомости» отмечала, что министра особенно удивило и порадовало устройство досуга рабочих на предприятиях Ясюнинских: в мужской казарме были организованы библиотека и читальня с губернскими и столичными газетами, а также зрительный зал со сценой в два света, где проводились собрания, воскресные чтения и концерты.
Статус города присвоен в 1925 году. В 1935—1948 годах Кохма была центром Кохомского района, затем была отнесена к Ивановскому району. Современная граница города утверждена 17 ноября 1995 года.
С 2005 года в рамках организации местного самоуправления образует отдельное муниципальное образование городской округ Кохма. В рамках административно-территориального устройства является городом областного подчинения. Согласно ОКАТО, находился на территории Ивановского района, но в сборнике «Административно-территориальное деление Ивановской области на 1 января 2001 г.» из района исключён, при этом Росстат до переписи 2010 года учитывал его в составе района.

## Население
| 1859    | 1897    | 1905    | 1931    | 1939    | 1959    | 1967    | 1970    | 1979    | 1989    |
| ------- | ------- | ------- | ------- | ------- | ------- | ------- | ------- | ------- | ------- |
| 1125    | ↗3337   | ↗5663   | ↗13 600 | ↗18 983 | ↗20 252 | ↗22 000 | ↗22 323 | ↗25 239 | ↗26 831 |
| 1992    | 1996    | 1998    | 2001    | 2002    | 2003    | 2005    | 2006    | 2007    | 2009    |
| ↗27 000 | ↗27 300 | ↗27 600 | ↗28 500 | ↗28 761 | ↗28 800 | ↘28 600 | →28 600 | →28 600 | ↘28 591 |
| 2010    | 2011    | 2012    | 2013    | 2014    | 2015    | 2016    | 2017    | 2018    | 2019    |
| ↗29 411 | ↘29 400 | ↗29 414 | ↘29 405 | ↘29 389 | ↘29 258 | ↗29 770 | ↗30 316 | ↗30 500 | ↘30 220 |
| 2020    | 2021    |         |         |         |         |         |         |         |         |
| ↘30 161 | ↗30 940 |         |         |         |         |         |         |         |         |

На 1 января 2024 года по численности населения город находился на 492-м месте из 1119 городов Российской Федерации.

### Национальный состав
По итогам переписи населения 2020 года проживали следующие национальности (национальности менее 0,1 % и другое см. в сноске к строке «Другие»):
| Национальность | Численность, чел. | Доля     |
| -------------- | ----------------- | -------- |
| Русские        | 27 173            | 87,82 %  |
| Армяне         | 264               | 0,85 %   |
| Таджики        | 139               | 0,45 %   |
| Украинцы       | 131               | 0,42 %   |
| Татары         | 111               | 0,36 %   |
| Азербайджанцы  | 69                | 0,22 %   |
| Узбеки         | 68                | 0,22 %   |
| Цыгане         | 63                | 0,20 %   |
| Белорусы       | 59                | 0,19 %   |
| Другие         | 2863              | 9,27 %   |
| Итого          | 30 940            | 100,00 % |

## Экономика

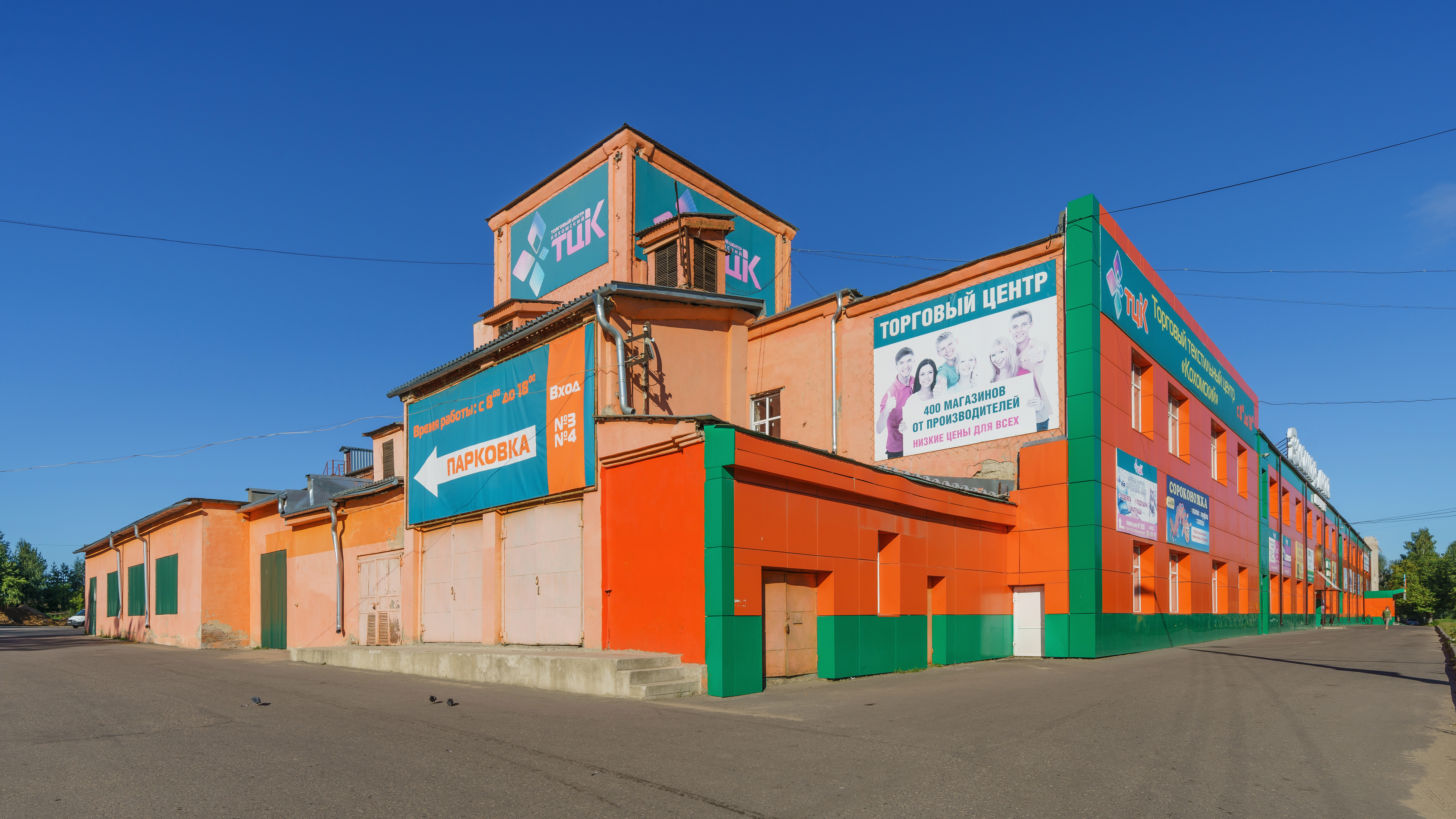
Бывший ткацкий корпус хлопчатобумажного комбината, ныне — торговый центр «Высшая лига»

- Хлопчатобумажный комбинат (в значительной степени прекратил деятельность, корпуса используются под торговые и офисные центры).
- Льнопрядильно-ткацкая фабрика.
- Завод «Строммашина» — предприятие по производству башенных кранов.

## Образование
В городском округе Кохма действуют четыре средние общеобразовательные школы (№ 2, 5, 6, 7), Кохомский индустриальный колледж, осуществляющий подготовку специалистов по различным направлениям, а также Кохомская специальная (коррекционная) общеобразовательная школа-интернат VI вида (для детей с нарушениями опорно-двигательного аппарата).

## Достопримечательности
- Музей истории городского округа Кохма — расположен в здании бывшего Кохомского двухклассного училища, построенного в 1889 году на средства Ясюнинских[8].
- Бывшая усадьба Ясюнинских — памятник истории и объект культурного наследия. В настоящее время здание занимает Детская школа искусств[8].
- Казарма с Народным домом.
- Церковно-исторический музей при Свято-Благовещенском храме г. Кохма.
- Кинотеатр «Май».

## Известные уроженцы
- Владимир Михайлович Гусев (1933—2012) — советский и российский актёр кино, заслуженный артист РСФСР.
- Василий Максимович Киселёв (1765—1831) — российский купец первой гильдии, городской голова Шуи (1820—1825).
- Александр Фёдорович Тупицын (1914—1998) — советский военный дирижёр, народный артист РСФСР.
- Вадим Николаевич Шувалов (род. 1958) — депутат Государственной думы Российской Федерации VIII созыва, бывший глава города Сургута. Почётный энергетик Российской Федерации.
- Василий Арсеньевич Ясюнинский (1859—1915) — потомственный почётный гражданин, директор правления «Товарищества мануфактур В. Е. и А. Ясюнинских», ктитор Христорождественского храма, курировал строительство земской больницы, построил церковно-приходскую школу[8].
- Константин Арсеньевич Ясюнинский (1863—1907) — русский промышленник, купец первой гильдии, инженер-механик, мануфактур-советник. Получил высшее образование в ИМТУ (1886). Председатель Нижегородского Ярмарочного Биржевого Комитета (1897), председатель Попечительного совета при Московском Ткацком и Мануфактурном Училище (1900), член Совета Московского Торгового Банка, председатель Московского отделения Совета Торговли и Мануфактур (1906), член Государственного совета Российской империи[8].

## Прочие сведения
Октябрьская площадь Кохмы с 1930 по 1957 год носила имя создателя эсперанто Людвика Заменгофа.
Во время Великой Отечественной войны 1941—1945 годов в Кохме действовали два эвакуационных госпиталя: № 3837 (с 15.07.1941 по 20.09.1945) и № 5046 (с 10.06.1942 по 01.05.1943).
Музей истории городского округа Кохма поддерживает связь с прямыми потомками семьи Ясюнинских — Никитой Алексеевичем Есиковским (Ясюнинским), проживающим в Аргентине, и Галиной Борисовной Линде, проживающей в Китае. В 2012 году Кохму посетил Алексис Есиковский (Алексей Никитович, внук Ивана Арсеньевича Ясюнинского).